# 奈良看護大学校
奈良看護大学校（ならかんごだいがっこう、英語：Nara Nursing College）は、奈良県生駒郡三郷町三室1丁目14-1に所在する日本の看護専門学校（専修学校）である。2022年（令和4年）4月1日、前身の奈良県立病院機構看護専門学校から改編・名称変更した。
奈良県総合医療センター跡地（奈良市平松1丁目）に移転する計画がある。

## 概要
奈良県の地方独立行政法人である奈良県立病院機構が設置する医療専門課程の看護学科のみを有する3年課程・四年制の専修学校である。
指定規則変更によるカリキュラム改正を機に、看護師養成の質の改善を目的に看護師養成を4年制に変更するとともに、奈良看護大学校へ名称変更
キャンパスは奈良県西和医療センターに隣接する北側の山の上に位置する。

## 沿革

### 奈良県立奈良病院附属看護専門学校
- 1963年（昭和38年）4月1日 - 奈良県立医科大学内に奈良県准看護学校開校[4]
- 1964年（昭和39年）4月1日 - 奈良県准看護学校を奈良市佐紀町（現・二条町）の奈良県立奈良病院内に移転
- 1974年（昭和49年）4月1日 - 奈良県立高等看護学校開校
- 1975年（昭和50年）4月1日 - 奈良病院が奈良県立高等看護学校及び奈良県准看護学校を併合し、奈良県立奈良病院附属高等看護学校となる。
- 1977年（昭和52年）4月1日 - 奈良県立奈良病院附属看護専門学校に改称

### 奈良県立三室病院附属看護専門学校
- 1992年（平成4年）4月1日 - 奈良県立三室病院附属看護専門学校開校

### 奈良県立病院機構看護専門学校[5]
- 2014年（平成26年）4月1日 - 奈良県の県立病院再編による奈良県立病院機構の発足に伴い、奈良県立病院機構看護専門学校（奈良校・三室校）の開校が承認(3年課程それぞれ定員1学年40名)
- 2017年（平成29年） - 奈良県総合医療センターの移転（奈良市平松→同市七条西町）に先立ち、三室校を増築して1校体制へ変更する奈良とともに、県立病院機構看護専門学校へ名称変更（定員1学年80名）

### 奈良県立病院機構奈良看護大学校
- 2022年（令和4年）4月1日 - 奈良看護大学校へ名称変更（3年課程4年制カリキュラム、定員1学年80名）

## 設置学科
- 医療専門課程 看護学科（3年制課程）

## 取得可能な資格等
- 高度専門士（医療専門課程）の称号
- 看護師 国家試験受験資格
- 保健師・助産師の養成機関受験資格
- 養護教諭免許一種の養成機関（看護系）受験資格
- 大学院受験資格

## 交通アクセス
- 最寄駅[6] - JR（関西本線・和歌山線）・近鉄（生駒線・田原本線）王寺駅
  - 駅から徒歩約15分。
  - 奈良交通バス約5分、バス停「笠町」下車